# بيت الدمية
بيت الدمية (بالنرويجية: Et dukkehjem‏) (بالإنجليزية: A Doll's House)‏؛ هي مسرحية نثرية من ثلاث فصول كتبها هنريك إبسن في عام 1879، عُرِضَت لأول مرة على المسرح الملكي الدنماركي في كوبينهاجن في الدنيمارك في الواحد والعشرين من ديسمبر عام 1879، وكانت قد نُشِرَت في أوائل هذا الشهر.
تكمن أهمية المسرحية في الموقف الحاسم الذي تتخذه تجاه أعراف الزواج في القرن التاسع عشر. فقد أثارت جدلًا واسعًا في ذلك الوقت، حيث تنتهي الرواية بترك البطلة نورا زوجها وأبنائها بحثًا عن ذاتها. لقد كان إبسن مُؤمنًا بفكرة أن المرأة لا تستطيع أن تكتشف ذاتها في العصر الحديث فهو مجتمع تحتكره الذكور بقوانين وضعها الرجال، ويقيّم السلوك الأنثاوي مدعين وقضاه تقييم من منطلق ذكوري بحت. " ويمكن أيضًا النظر إلى أفكار المسرحية من منظور أكبر: يرى مايكل ماير أن موضوع المسرحية لا يدور حول حقوق المرأة وحسب، بل يدور حول حاجة كل فرد سواء ذكر أم أنثى في العثور على ذاته الحقيقية والسعي للوصول إليها. وفي كلمة ألقاها إبسن أمام الجمعية النرويجية لحقوق المرأة في عام 1898، أكّد إبسون على أنه لا ينسب لنفسه شرف العمل بعناية من أجل حركة حقوق المرأة حيث أنه كتبها دون قصد لنشر أي دعاية، ولكن كانت مهمته هي رسم صورة واقعية للإنسانية."
في عام 2006، الذكرى المئوية لوفاة إبسن، تميّزت المسرحية بكونها أكثر المسرحيات تأدية لهذا العام. وقد أدرجت منظمة اليونسكو مخطوط مسرحية بيت الدمية الموقّع من إبسون في سجل ذاكرة العالم في عام 2001، تقديرًا لقيمتها التاريخية.

## العنوان
يُعد A Doll's House أشهر الترجمات للعنوان، ومع ذلك، فإن بعض العلماء يستخدم A Doll House. يري جون سيمون أن الفرق الوحيد بين الترجمتين هو اختلاف مسمى الدمية في بريطانيا عن الولايات المتحد. فيما يرى إجيل تورنجيفيست أن العنوان البديل وقعه أكثر اصطلاحًية لدى الأمريكيين."

## الشخصيات
- نورا هيلمر – زوجة تورفالد وأم لثلاثة أبناء، تسعى لتمثيل المثل الأعلى لزوجة القرن التاسع عشر، ولكنها تترك عائلتها في نهاية المسرحية.
- تورفالد هيلمر – زوج نورا، وقد ترقّى حديثّا لمنصب مدير بنك، يضيقُ ذرعًا ولكنه يعترف بأنه مُغرم بزوجته
- الدكتور رانك – صديق العائلة الغني، الذي يُحب نورا سرًا. هو مريض ميؤوس من شفائه، أُصِيبَ بمرض سل السيساء نتيجة مرض جنسي انتقل له من أبيه.
- كريستين لينده – صديقة نورا القديمة في المدرسة، وهي أرملة وتبحث عن عمل، (وأحيانًا يُنطق اسمها بالترجمة الإنجليزية) كانت تربطها علاقة بكورجستاد قبل أحداث المسرحية.
- نيلس كورجستاد – موظف في بنك تورفالد، ويُربي طفلًا، وهو شخص بائس ويُعتقَد أنه شخصية خسيسة، وقد كشف عن حبه القديم لكريستين.
- الأطفال – أبناء نورا وتورفالد: إيفار وبوبي وإيمي.
- آن ماري – مربية نورا السابقة، والآن تعتني بالأطفال.
- هيلين – خادمة عائلة هيلمر.
- الشيّال – أوصل شجرة عيد الميلاد لمنزل أسرة هيلمر في بداية المسرحية.

## الملخص

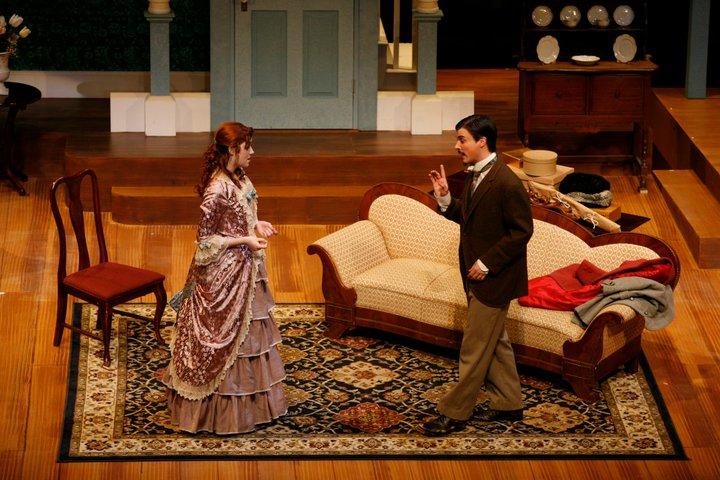
بيت الدمي: تورفالد يخاطب نورا (من إنتاج عام 2012)

### الفصل الأول
تبدأ أحداث المسرحية في وقت عيد الميلاد، حينما تدخل نورا هيلمر منزلها تحمل عددًا من العلب، وزوج نورا تورفالد يعمل في مكتبه عند وصولها. بطريقة هزلية يقوم تورفالد بتوبيخ نورا لإنفاقها الكتير من الأموال على هدايا عيد الميلاد ويدعوها بـ «سنجابه الصغير». ويسخر منها أيضًا لقضائها أسابيع في تجهيز الهدايا والحلي يدويًا في العام الماضي بسبب عدم توافر المال. هذا العام سيترقّى تورفالد في البنك الذي يعمل فيه، لذلك تشعر نورا بأنه يجب أن يتمتعوا قليلًا. ثم تعلن الخادمة عن قدوم اثنين من الزوار: السيدة كريستين لينده، وهي صديق قديم لنورا جاءت تبحث عن عمل والدكتور رانك الذي انتظر في المكتب وهو صديق مقرب للعائلة. لقد مرت كريستين بأوقات قاسية منذ توفى زوجها وتركها بلا مال أو أبناء. وأوضحت نورا أيضًا بأنهم قد مروا بظروف صعبة للغاية: فقد مرض تورفالد وكان عليهم السفر إلى إيطاليا ليتلقى علاجه هناك. ثم قالت كريستين أنه عندما توفت والدتها كان عليها رعاية إخوانها، ولكن الآن بعد أن كبِروا، تشعر بفراغ لا يُوصف. ثم تعدها نورا بأن تتحدث مع تورفالد من أجل ايجاد عملًا لها، فتخبرها كريستين برفق أنها مثل الأطفال، فتستاء نورا، ثم تفصح عن أنها أقترضت المال من بعض المعجبين، من أجل علاج تورفالد، وقد أخبرت تورفالد أن والدها أعطاها المال، ولكنها في الواقع نجحت في اقتراض المال بطريقة غير قانونية دون علمه. وطوال هذه السنوات كان تعمل وتدخر المال لسداد هذا الدين. 
يأتي كورجستاد، الموظف الصغير في بنك تورفالد ويجلس في المكتب. تشعر نورا بتوتر ملحوظ عندما تراه. يخرج الدكتور رانك من المكتب ويذكر أنه يشعر بالبؤس، رغم أنه يريد أن يحيا مثل أي شخص آخر. وعلى النقيض من كونه مصاب بمرض عضوي، فهو يرى أن الرجل الذي في المكتب -كورجستاد- هو «مريض أخلاقيًا».
بعد الاجتماع مع كورجستاد، يخرج تورفالد من المكتب، فتسأله نورا عما إذا كان يمكنه تعيين كريستين في وظيفة في البنك، فيرد تورفالد بكل إيجابية قائلًا أنها لحظة الحظ، حيث أصبحت وظيفة للتو شاغرة (لانه طرد كورجستاد من الوظيفة). يخرج تورفالد وكريستين ودكتور رانك ويغادروا المنزل ويتركوا نورا بمفردها. تعود المربية مع الأطفال فتلعب معهم نورا حتى يتسلل كورجستاد إلى غرفة المعيشة ويُفاجئها. يخبر كورجستاد نورا بأن تورفالد قد فصله من وظيفته ويطلب منها أن تتوسط له لكي يعيده لوظيفته. ترفض نورا فيهددها كورجستاد بأن يبتزها من خلال القرض الذي اقترضته من أجل الرحلة لإيطاليا؛ فهو يعلم أنها حصلت على هذا القرض من خلال تزوير توقيع والدها. يخرج كورجستاد وعندما يعود تورفالد تحاول نورا إقناعه بعدم فصل كورجستاد. يرفض تورفالد سماع توسلاتها، موضّحًا أن كورجستاد كذاب ومنافق وأنه ارتكب جريمة بشعة: فقد زور اسم شخصٍ ما. تورفالد يشعر بالاستياء الحقيقي تجاه وجود شخص قد سمم حتى أبنائه بالأكاذيب والنفاق.

### الفصل الثاني
تأتي كريستين لتساعد نورا في إصلاح ثوب لترتديه في حفلة تنكُّرية تُخطّط لها مع تورفالد غدًا. يعود تورفالد من البنك وتتوسل له نورا ليُعيد كورجستاد للعمل، مدعية بأنها قلقة من أن ينشر كورجستاد مقالات تشهيرية عن تورفالد ويُخرِّب حياته المهنية. صرف تورفالد النظر عن مخاوفها موضّحًا أنه على الرغم من أنه يعمل بجد إلا انه يجب أن يُفصل من العمل لأنه يتعامل معه بلا مبالاة أمام الموظفين الآخرين في البنك، ثم يذهب تورفالد ليعمل في مكتبه.
يأتي الدكتور رانك صديق العائلة، فتطلب نورا منه خدمة ولكنه يجيب عليها بأنه قد دخل المرحلة الأخيرة من مرض السل في النخاع الشوكي ثم يخبرها أنه كان يكتم حبها في قلبه طوال الوقت. تحاول نورا إظهار عدم تصديقها واستخفافها لما قاله عن مرضه، ولكن يطغى عليها الاضطراب حيال ما قاله عن حبه لها، فتحاول دون جدوى إخباره بأنها لا تحبه وانه ليس سوى صديق لها. 
يصل كورجستاد وهو بائس بعدما فصله تورفالد. فيما تقنع نورا دكتور رانك بأن يدخل إلى مكتب تورفالد حتى لا يرى كورجستاد. وعندما يواجه كورجستاد نورا يخبرها بأنه لم يعد يكترث لما تبقي عليها من دين، ولكنه سوف يحتفظ بوثيقة الدين ليبتز بها توفالد ليس فقط لكي يعيده لوظيفته بل ليعيده ويرقيه. توضّح نورا بأنها بذلت ما بوسعها لإقناع زوجها ولكنه رفض العدول عن رأيه، فيخبرها كورجستاد بإنه قد أرسل رسالة لتورفالد كتب له فيها تفاصيل الجريمة التي ارتكبتها من تزوير لتوقيع والدها على وثيقة الدين.
تقوم نورا بإخبار كريستين عن موقفها الصعب، فترد عليها بأنها كانت على علاقة بكورجستاد في الماضي قبل زواجها وأنهما لا يزالان يحبان بعضهما، لذلك فسوف تحاول إقناعه بأن يتهاون معها. 
يدخل تورفالد ويحاول أن يأخد الرسائل من صندوق البريد، ولكن نورا تصرفه عن ذلك متوسلة إليه بأن يساعدها في الرقصة التي كانت تتدرب عليها للحفل، متظاهرة بالقلق حول كيفية أداء الرقصة. ثم ترقص نورا بعنف وتتصرف بطريقة طفولية لإقناع تورفالد بأن يقضي الليلة كلها معها يُدربها. وعندما يذهب الجميع للعشاء، تقف نورا جانبًا لبضع دقائق وتُفكر في قتل نفسها لتنقذ زوجها من عار جريمتها ولتنفذ سمعتها.

### الفصل الثالث
كريستين تخبر كورجستاد بأنها تزوجت زوجها فقط لأنها لم يكن لديها أي مصدر دخل تنفق منه على والدتها المريضة وأشقّائها الصغار وأنها تعرض عليه حبها من جديد. فهي تعتقد بأنه لم يكن ليصل لهذا الانحدار الأخلاقي لو أنها لم تهجره ولو أنه لم يمر بتلك الظروف المالية الصعبة. تحرّك كورجستاد وعرض أن يستعيد الرسالة التي أرسلها لتورفالد وعلى الرغم من ذلك، فقد قررت كريستين بأن تورفالد لابد أن يعرف الحقيقة وذلك لمصلحة زواج نورا وتورفالد. 
بعد جر تورفالد -بكل معنى الكلمة- لنورا من الحفلة، عاد تورفالد يتفقد بريده، ولكن أوقفه دكتور رانك، الذي جاء ورائهما. يتحدث الدكتور رانك لبعض الوقت، مودّعًا فيه نورا بشكل غير مباشر. ثم يغادر دكتور رانك ويبدأ تورفالد في تفقُّد رسائله. وفيما يقرأ هو، تحاول نورا أن تتماسك. ثم يواجها تورفالد بخطاب كورجستاد. وبكل غضب يصيح قائلًا أنه الآن بين فكي كورجستاد ويجب أن يرضخ لمطالبه ويسكت عن القضية برمتها. تورفالد يُعنِّف نورا بقسوة ويدعوها بالمرأة الغشاشة والفاسقة ويخبرها بأنها غير صالحة لتربية أبنائه. ثم يقول بأنه من الآن سوف يصبح زواجهما ظاهريًا فقط. 
تدخل الخادمة وتُسلِّم نورا خطابًا هو من كورجستاد. يأخد تورفالد الخطاب من نورا ليقرأه. ثم تظهر البهجة على وجه تورفالد فهو لم يعد في خطر؛ كورجستاد قد أرسل وثيقة الدين، التي حرقها تورفالد على الفور مع خطاب كورجستاد. ثم يتراجع توفالد عن الكلمات القاسية التي قالها لزوجته ويخبرها بأنه قد سامحها. تكتشف نورا بأن زوجها ليس ذاك الرجل القوي والشجاع الذي كانت تظن وأنه لا يحب سوى نفسه.
يوضح تورفالد أنه عندما يسامح رجل زوجته، فهذا يعني أنه يَهيمُ بحبها، لإنه يتذكر أنها مثل الطفلة وهو يمثل كل شيء بالنسبةٍ لها. ويتجاهل تورفالد حقيقة أن نورا اختارت بين صحته وضميرها وأغفل عن السنوات التي جاهدت فيها سرًا لتحرره من الالتزامات وخطر ما قامت به من تزوير. فهو قد أراح عقله باعتبار ما حدث مجرد خطًأ ارتكبته جعلها تلتزم الصمت، الذي هو من أفضل الصفات الأنثوية المُحببة.
أخبرت نورا تورفالد بأنها سوف تتركه وتعيش بفردها لتتمكن من العثور على ذاتها وتحديد أهدافها وقراراتها المصيرية؛ وتقول بأنها عاشت كل حياتها كدمية يُلعَب بها فالبداية من قِبَل والدها ثم من قِبَل زوجها. وحرصًا على مصلحة الأسرة، أصر تورفالد على أنها يجب أن تؤدي واجباتها كزوجة وأم، ولكن نورا قالت أن أولى واجباتها هي تجاه نفسها، وأنها لا يمكنها أن تكون أم وزوجة صالحة دون أن تتعلم كيف تتخلص من دور الدمية. وكشفت أنها كانت تتوقع منه أن يُضحى بسمعته من أجلها وأنها خططت لقتل نفسها لتمنعه من القيام بذلك. الآن أدركت أن تورفالد هو -على الإطلاق- ليس الشخص الذي كانت تظن، وأن زواجهما قد بُنِى على الوهم وسوء الفهم. 
لا يستطيع تورفالد تَفهّم وجهة نظر نورا، لإنه يتناقض مع كل ما عَرِفه عن عقل المرأة في حياته. وعلاوة على ذلك، هو نرجسي، أي أنه من المستحيل أن يفهم أنه يبدو لها الآن كأناني ومخادع ويكترث للسمعة أكثر ما يكترث للأخلاق الحقيقية. نورا تترك مفاتيحها وخاتم زواجها، فيما ينهار تورفالد ويبدأ بالبكاء مُتَحّيرًا مما يحدث حوله، تترك نورا المنزل وتغلق الباب ورائها لا تعلم إذا كانت ستعود أم لا.

### النهاية البديلة
شعر وكيل إبسون الألماني أن النهاية الأصلية لن تتناسب مع المسرح الألماني، لذلك اضطر إبسون إلى كتابة نهاية بديلة لتحظى الرواية القبول في ألمانيا. في هذه النهاية، تذهب نورا لأطفالها بعد أن تتشاجر مع تورفالد، فتنهار بعد رؤيتهم، ثم يُسدَل الستار.
قال إبسون في وقتٍ لاحقٍ أن هذه النهاية عار على المسرحية الأصلية ويسميها «الغضب البربري». معظم الطبعات اليوم تستخدم النهاية الأصلية كما هو الحال مع إصدارات الأفلام منها.